# C/2022 E3 (ZTF)
C/2022 E3 (ZTF) is een lang-periodieke komeet die op 2 maart 2022 werd ontdekt door de Zwicky Transient Facility (ZTF), een camera die gekoppeld is aan de Samuel Oschintelescoop die deel uitmaakt van het Palomar-observatorium in Californië.

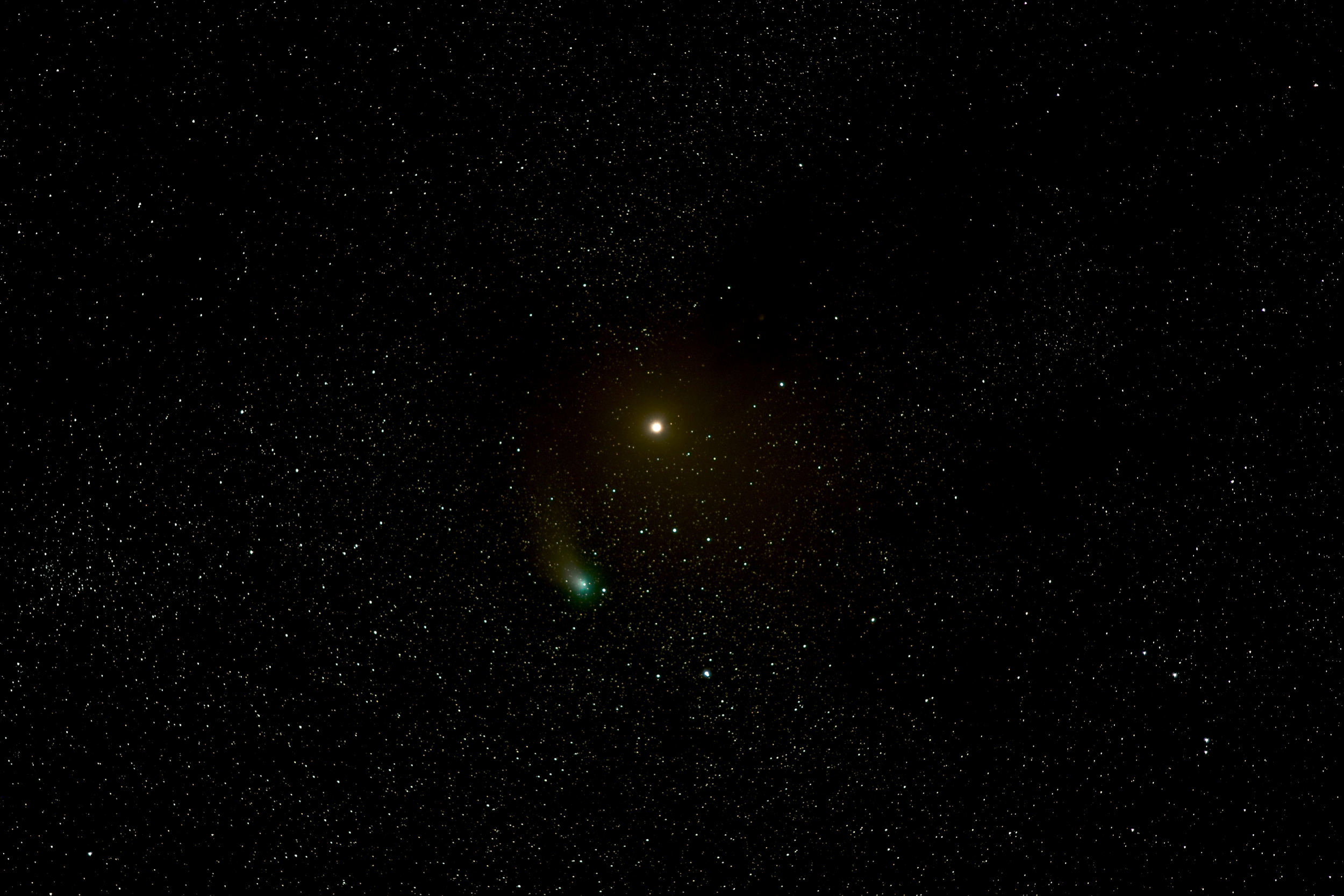
Zaterdag 11 Februari 2023 (Centraal Zwitserland) : Komeet C/2022 E3 (ZTF) onder Mars @ 200 mm - met veel absorptienevels

## Kenmerken
De komeet is afkomstig uit de Oortwolk en heeft een aphelium dat ligt op 2800 AE. Op 12 januari 2023 bereikte hij het perihelium, op 1,112 AE van de Zon. De kleinste afstand tot de Aarde (0,28 AE; 42 miljoen km) werd bereikt op 1 februari 2023. De schijnbare magnitude was toen 5. De vorige periheliumpassage was ongeveer 52.000 jaar geleden. 
De kop van de komeet (niet de staart) licht groen op door emissielijnen van diatomische koolstof (C2)